# Pacto de fuga
Pacto de fuga es una película chilena del año 2020, del director David Albala.
Está inspirada en los hechos ocurridos en un escape carcelario ocurrido el 30 de enero de 1990, conocido como Operación Éxito, que llevaron a cabo 49 presos de la Cárcel Pública de Santiago, entre ellos varios miembros del Frente Patriótico Manuel Rodríguez que cumplían condena por acciones armadas ocurridas durante la dictadura militar, incluyendo a siete condenados a muerte por el atentado contra Augusto Pinochet.
El estreno estaba programado para el 24 de octubre de 2019, pero debido al estallido social del país, esto se trasladó al 23 de enero de 2020.

## Sinopsis
Durante los últimos años del régimen militar un grupo de militantes del FPMR, planifica y realiza la fuga carcelaria de medio centenar de presos políticos de la Cárcel Pública de Santiago. 24 prisioneros cavaron un túnel de más de 80 metros de largo, y lograron esconder 55 toneladas de tierra dentro del penal durante  más de un año de construcción, utilizando solo un destornillador.
La trama se centra en la búsqueda de un plan de fuga, elegir un grupo de confianza, sortear los típicos inconvenientes de una obra así y mantener el sigilo para no ser descubiertos. Ni los presos comunes de las celdas cercanas, ni los gendarmes que los vigilaban a diario descubrieron el plan. 
La lucha se complica por tener que convivir con las arbitrariedades de la justicia militar y de los organismos de represión de la dictadura quienes tenían poder por sobre el sistema judicial civil y del carcelario.
Finalmente 49 reclusos logran alcanzar la libertad en uno de los escapes más sorprendentes de la historia penal chilena.

## Argumento
Al final de la dictadura de Pinochet, a la Cárcel pública de Santiago llegan nuevos presos de carácter político. Entre ellos  León Vargas (Benjamín Vicuña) y Rafael Jiménez (Roberto Farías), tratan de obtener celdas específicas para tener comunicación, sin embargo en la repartición de estas, Vargas llega tarde lo que genera un conflicto por los planes que traían. 
Simultáneamente  el fiscal Ad Hoc Andrade (Mateo Iribarren) y el alcaide (Willy Semler) reciben a la  abogada defensora Fabiola Pizarro (Amparo Noguera) del CODEPU, quien viene a ver la situación de los presos. 
Los conjurados comienzan a imaginar un túnel y sus dificultades calculando que necesitarán remover 50 toneladas  tierra para lograr su objetivo. Deciden crear un forado en el techo de una celda para ocultar la tierra. Crean un trozo falso de pared para tapar el agujero. Con distintos procedimientos pueden sellar con un color similar a la pared y alejar las sospechas de guardias y otros prisioneros. Crean una serie de señales secretas para avisarse y realizar el trabajo.
Paulina Baeza (Francisca Gavilán), exesposa del frentista Rafael Jiménez, Será quien mueva los hilos con los otros miembros del FPMR y del Partido Comunista  para que den la ayuda logística a los presos cuando se produzca la fuga

Durante las visitas de familiares surgirá el conflicto entre la lucha y el respeto de cada cual por sus ideales  revolucionarios, con las tensas relaciones familiares. Existiendo una variedad de situaciones como: parejas separadas, familiares que no entienden opciones políticas, visión pesimista del futuro, sufrimiento de hijos, etc.

## Elenco
- Benjamín Vicuña como León Vargas.
- Roberto Farías como Rafael Jiménez.
- Víctor Montero como Germán Sánchez.
- Francisca Gavilán como Paulina Baeza.
- Amparo Noguera como Fabiola Pizarro.
- Diego Ruiz cómo Oscar Lira.
- Eusebio Arenas Como el doctor Patricio Velásquez.
- Mateo Iribarren como el Fiscal Andrade.
- Willy Semler como Alcaide Jorquera.
- Patricio Contreras cómo Rodolfo Ternicier.
- Roberto Peña como Lalo Sotomayor.
- Pablo Teillier como Mario Quezada.
- Gonzalo Canelo como "Bigote".
- Luis Dubó como Hugo Salgado.
- Hugo Medina como el padre Gerard Fôvet.
- Christian Quevedo como gendarme El Perro.
- Mauricio Rojas como gendarme El Mozo.
- Edinson Díaz como gendarme Braulio Castro.
- Jose Luis Aguilera como gendarme Care'Poker.
- Catalina Martin como Quena.
- Jorge Antezana como Pancho Antilef.
- Eduardo Reyes como Emilio Muñoz.
- Vladimir Huaquiñir como Nicolai Castillo.
- Sebastián Ramírez como Xavier Rojas.
- Pablo Muza como Benjamín Canto.
- Sergio Díaz como José Caro.
- Roberto Cobian como Luis Fernández.
- Serge Santana como Sergio Llanos.
- Mauricio Roa como El Oso.
- César Quintanilla como El Econo.
- Julio Fuentes como Alejandro Lira.
- Miguel Toro como Benito Aliaga.
- Alberto Ellena como Gastón Velásquez.
- Amaia Cardemil como Matilde.
- Simón Beltrán como Boris.
- Jaime Muñoz como Joaquín.
- Franco Vidal como Felipe Osorio.
- Juan Díaz Garay como el Cabo Droguett.
- Yerko García como Solorza.

## Producción
Rodada en la ex Cárcel de La Serena, Cárcel de Buin, Calera de Tango, San Bernardo y Estudios. Se realizó un efectivo trabajo de recreación de la atmósfera penitenciaria con actores en un trabajo previo a la filmación. David Albala contó con la asesoría de uno de los protagonistas reales del escape, el exmiembro del Frente Patriótico Manuel Rodríguez, Raúl Blanchet, quien no pudo ver la película terminada ya que falleció durante la postproducción, a fines de mayo de 2019.
La Dirección de Arte a cargo de Lionel G. Medina consistió principalmente en traer y recordar en base a distintos recursos visuales, físicos y artísticos la época necesaria del contexto político y social de ese entonces y también recrear fielmente las atmósferas de la desaparecida Ex Cárcel Pública de Santiago, combinando realismo y ficción. El concepto colorimétrico general del Departamento de arte tanto en Ambientación (Carolina Lazo), Utilería (Simón Briceño), Gráfica (Francisca Palominos), Vestuario (Nicole Guzmán) y Escenografía contempló no ocupar el color rojo dentro de la cárcel (cautelada desde la pre, rodaje y post), color representativo e icónico de los presos políticos, esta vez, tal como ellos “anulados y reprimidos en este espacio”, solo apareciendo el color rojo cuando los presos políticos alcanzan su libertad (bus, semáforos, tinta roja, etc).